# Limnonectes woodworthi
The Woodworth's Frog (Limnonectes woodworthi) es una especie de anfibio anuro de la familia Dicroglossidae.

## Distribución geográfica
Es endémica de Luzón y de algunas pequeñas islas adyacentes  (Filipinas).

## Estado de conservación
Se encuentra amenazada por la pérdida de su hábitat natural.